# Arnolds Tauriņš
Arnolds Tauriņš (* 28. Julijul. / 10. August 1905greg. in Vecaucē; † 20. August 1984 in Milwaukee) war ein lettischer Fußballspieler. Der Stürmer war einer der Spieler mit den meisten Lettischen Meistertiteln und galt als einer der schnellsten Stürmer im Baltikum der 1920er und 1930er Jahre.

## Karriere und Leben
Arnolds Tauriņš wurde im Jahr 1905 in Vecaucē in die Familie des Dieners Jānis Tauriņš und seiner Frau Lavīze geboren. Er studierte an der Marineschule in Riga, unterbrach sein Studium jedoch um Fußball zu spielen. Während seiner Fußballkarriere fuhr er regelmäßig zur See. Seine Wehrpflicht leistete er auf dem Kriegsschiff Virsaitis im Jahr 1927 ab. 1930 wurde er wegen Rowdytums vor Gericht gestellt und zu einem Monat Gefängnis verurteilt.
Er begann seine Fußballkarriere im Jahr 1922 beim FK Amatieris aus Riga. Nach zwei Jahren wechselte er weiter zum RFK Riga, in dessen Reihen er mehrfacher Landesmeister und später zum Nationalspieler avancierte. Mit RFK spielte er in den folgenden elf Jahren in der Virslīga unterbrochen von einer kurzzeitigen Rückkehr für ein Jahr Ende der 1920er Jahre zu Amatieris. Er war einer der erfolgreichsten Stürmer in Lettland und erzielte in seiner Karriere rund 50 Tore in der lettischen Meisterschaft.
Er debütierte im Jahr 1925 in der lettischen Nationalmannschaft gegen Finnland und erzielte den 1:0-Führungstreffer bei der 1:3-Niederlage im Töölön Pallokenttä von Helsinki. In seinem zweiten Länderspiel erzielte Tauriņš einen Doppelpack bei einem 2:2 gegen Estland. Mit Lettland nahm er insgesamt fünfmal am Baltic Cup teil und gewann diesen dreimal. 
Seine internationale Karriere erstreckte sich über einen Zeitraum von 10 Jahren (von 1925 bis 1935), in denen Tauriņš in 39 Spielen für die Nationalmannschaft 10 Tore erzielte, womit er einer der besten Torschützen in der Nationalmannschaft vor dem Zweiten Weltkrieg war. Seine aktive Karriere im Fußball beendete er nach der Saison 1935 mit dem Gewinn seiner siebten nationalen Meisterschaft.
Als Tauriņš 1935 seine sportliche Laufbahn beendete, absolvierte er die Schifffahrtsschule und begann eine Karriere als Seemann. Davor hatte er als Schiffsmechaniker gearbeitet. Zu Beginn des Zweiten Weltkriegs zwischen dem Deutschen Reich und der Sowjetunion war er auf einem Schiff im Hafen von Leningrad und erlebte die Leningrader Blockade. Er entkam nach einiger Zeit aus der Stadt und arbeitete auf einem Flussschiff in der Sowjetunion, bis er in die Rote Armee eingezogen wurde. Nach einem erfolglosen Angriff der Sowjets überquerte er die Frontlinie und ergab sich der deutschen Armee. Im Frühjahr 1943 kehrte er in das deutsch Besetzte Riga zurück. 
Nach dem Zweiten Weltkrieg floh Tauriņš mit seiner Frau Lilia und den Familien seiner Schwestern Alice und Elza aus Lettland (vermutlich in das Lager Pöppendorf) nach Lübeck. Er zog später von Deutschland nach Australien, wo er 12 Jahre lebte, und weiter in die Vereinigten Staaten, wo er 1984 in Milwaukee im Alter von 79 Jahren verstarb.

## Erfolge
mit dem RFK Riga:
- Lettischer Meister (7): 1924, 1925, 1926, 1930, 1931, 1934, 1935

mit Lettland:
- Baltic Cup (3): 1928, 1932, 1933